# Clubiona decora
Clubiona decora är en spindelart som beskrevs av John Blackwall 1859. Clubiona decora ingår i släktet Clubiona och familjen säckspindlar. Inga underarter finns listade i Catalogue of Life.